# Proceso a Galileo Galilei

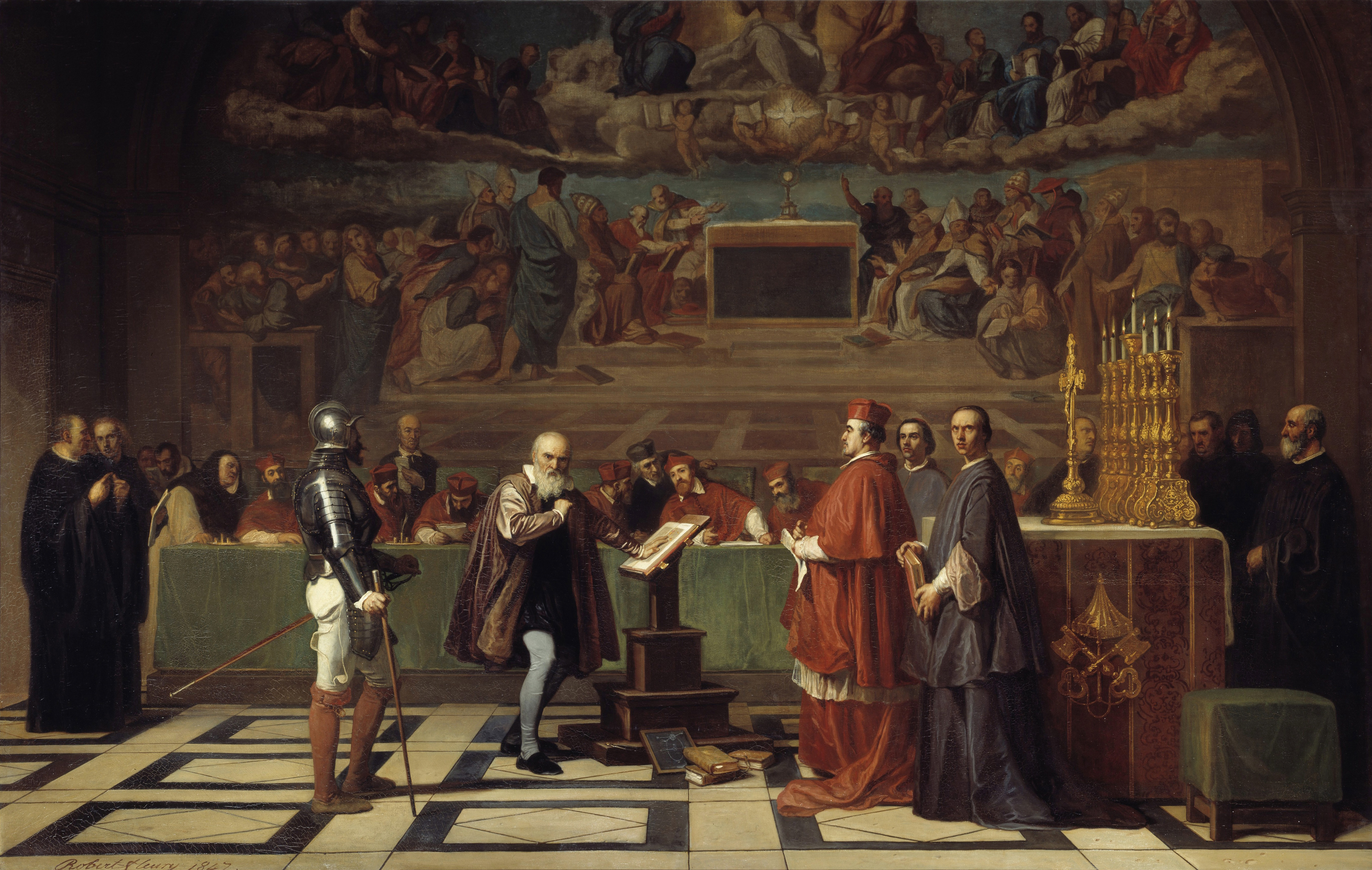
Galileo ante el Santo Oficio, una pintura del obra de Joseph-Nicolas Robert-Fleury

El proceso a Galileo Galilei (en italiano: il processo a Galileo Galilei) se inició alrededor de 1610 y culminó con el juicio y condena de Galileo por la Inquisición romana en 1633. Galileo era acusado de apoyar el heliocentrismo, un modelo astronómico en el que la Tierra y los planetas giran alrededor del Sol, situado en el centro del sistema solar.
En 1610, Galileo publicó su Sidereus Nuncius (Mensajero de las Estrellas), obra en la que describía los descubrimientos sorprendentes que había realizado con un telescopio nuevo, entre ellos, las lunas galileanas de Júpiter. Con estos datos y observaciones adicionales posteriores, como las fases de Venus, Galileo promovió la teoría heliocéntrica que Nicolás Copérnico ya había publicado en De revolutionibus orbium coelestium, en 1543. Los descubrimientos de Galileo contaron con el rechazo de la Iglesia católica, y en 1616 la Inquisición declaró el heliocentrismo "formalmente herético". Los libros sobre heliocentrismo fueron prohibidos y Galileo fue condenado a abstenerse de enseñar o defender ideas heliocéntricas.             

## Antecedentes

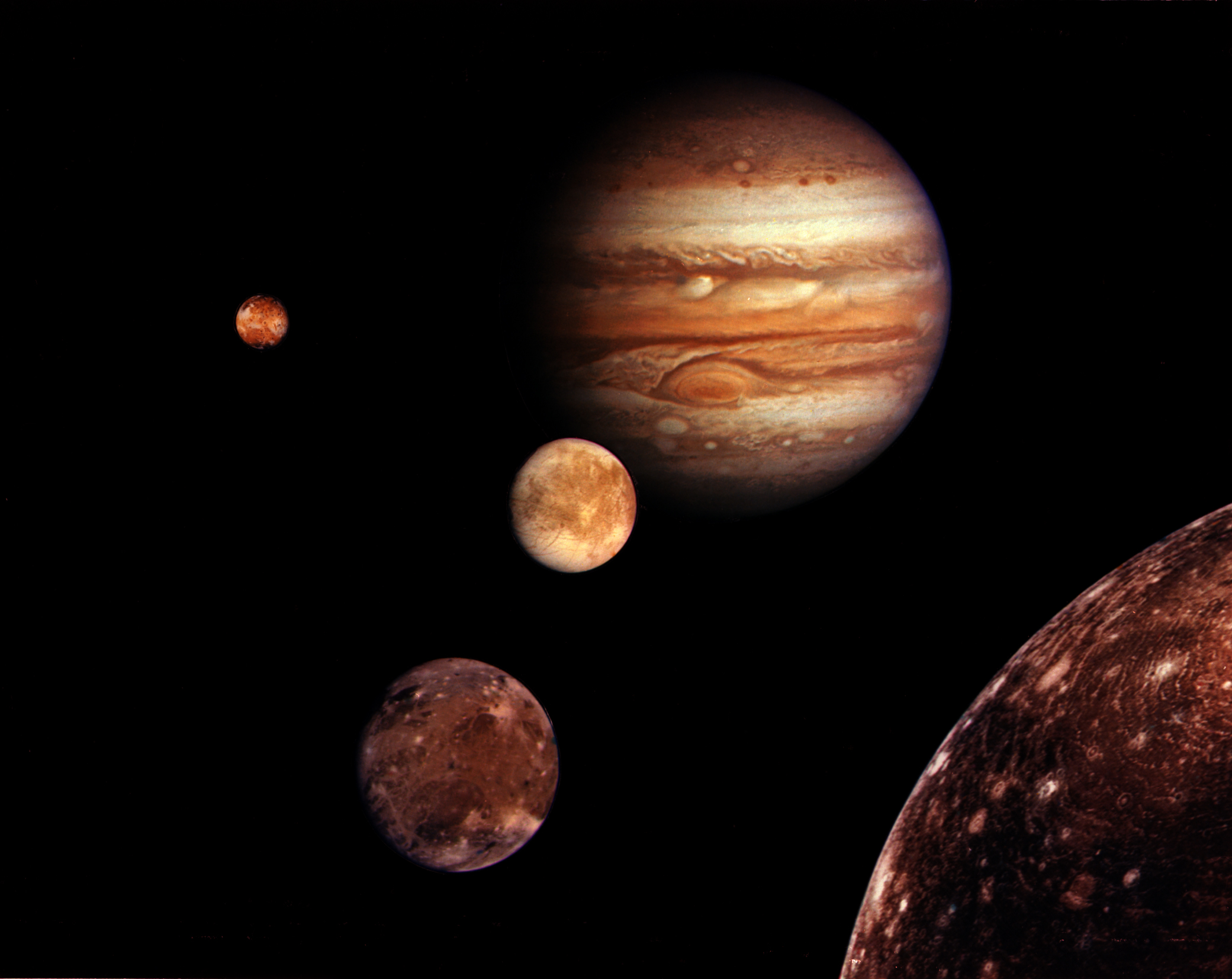
Las lunas de Júpiter, nombradas "galileanas" después de que Galileo las observó orbitando alrededor del planeta Júpiter. Galileo vio estas lunas como unos pequeños planetas pertenecientes a un sistema ubicado dentro del Sistema Solar, y las utilizó para apoyar el heliocentrismo.

Galileo propuso una teoría sobre las mareas en 1616, y sobre los cometas en 1619, argumentando que las mareas eran una evidencia del movimiento de la Tierra. En 1632 publicó su Diálogo sobre los dos máximos sistemas del mundo, en el que implícitamente defendía el heliocentrismo, y se volvió inmensamente popular. En respuesta a la reciente controversia entre teología, astronomía y filosofía, la Inquisición romana enjuició a Galileo en 1633 y le encontró "vehementemente sospechoso de herejía", sentenciándole a encarcelamiento indefinido. Galileo permaneció bajo arresto domiciliario hasta su muerte en 1642.
Tras iniciar sus observaciones telescópicas a finales de 1609, ya en marzo de 1610 Galileo fue capaz de publicar un libro pequeño, El Mensajero de las estrellas (Sidereus Nuncius), describiendo algunos de sus descubrimientos: montañas en la Luna, lunas menores orbitando alrededor de Júpiter, y la conclusión de que lo que se interpretaba hasta entonces como manchas luminosas difusas en el cielo (nebulosas) eran conjuntos de estrellas demasiado débiles como para ser vistas individualmente sin un telescopio. Continuó realizando sus observaciones, descubriendo las fases de Venus y la existencia de las manchas solares.
Las contribuciones de Galileo causaron dificultades a los teólogos y a los filósofos naturales de la época, cuando contradijeron las ideas científicas y filosóficas basadas en los textos de Aristóteles y de Ptolomeo, pensadores estrechamente asociados con la Iglesia católica. En particular, las observaciones de Galileo de las fases de Venus, lo que demostraba el planeta giraba alrededor del Sol, y la observación de las lunas que orbitan Júpiter, contradecía el modelo geocéntrico de Ptolomeo (que había sido respaldado y aceptado por la Iglesia católica), y apoyaba el modelo copernicano defendido por Galileo.
Astrónomos jesuitas, expertos tanto en enseñanzas de la Iglesia como en ciencia y en filosofía natural, eran escépticos y hostiles frente a las nuevas ideas. Aun así, en un año o dos, la vasta disponibilidad de telescopios de suficiente resolución les permitió comprobar la validez de las observaciones de Galileo. En 1611, Galileo visitó el Collegium Romanum en Roma, donde los astrónomos jesuitas habían repetido sus observaciones. Christoph Grienberger, uno de los jesuitas becarios en la facultad, simpatizó con las teorías de Galileo, pero Claudio Acquaviva, el Padre General de los Jesuitas, lo designó para defender el punto de vista aristotélico. No todas las afirmaciones de Galileo eran completamente aceptadas: Christopher Clavius, el astrónomo más destacado de la época, nunca estuvo de acuerdo con la idea de la existencia de montañas en la Luna, y fuera del colegio todavía se desconfiaba de la realidad de las observaciones. En una carta a Kepler de agosto 1610, Galileo se quejó de que algunos de los filósofos que se opusieron a sus descubrimientos habían rechazado incluso mirar a través de un telescopio:
"Mi querido Kepler, desearía que pudiéramos reírnos de la notable estupidez de la gente común. ¿Qué tienes que decir sobre los principales filósofos de esta academia, que están llenos de la terquedad de un asno y no quieren mirar ni los planetas, ni la luna, ni el telescopio, aunque les he ofrecido libre y deliberadamente la oportunidad mil veces? En verdad, así como el asno se tapa los oídos, estos filósofos cierran los ojos a la luz de la verdad".

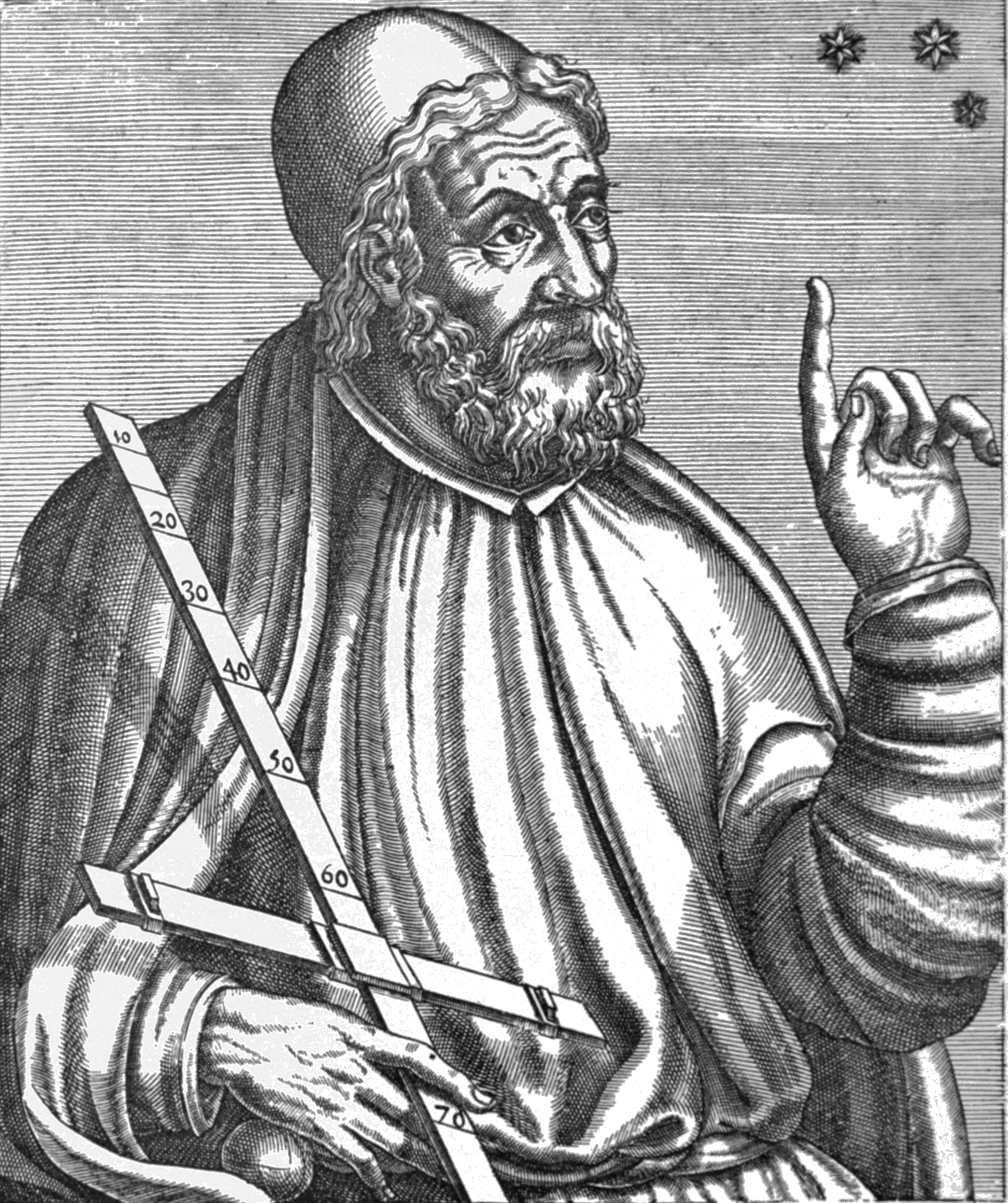
Claudio Ptolomeo (90–168), cuyo sistema geocéntrico fue adoptado por la Iglesia católica, y que sería reemplazado por el trabajo de Copérnico y de Galileo en los siglos XVI y XVII.

En 1611, el mismo año en que Galileo visitó el Collegium Romanum, sus teorías llamaron la atención de la Inquisición romana. Una comisión de cardenales, colaboradora de la inquisición, investigó las actividades de Galileo y preguntó a la ciudad de Padua si tenía alguna conexión con Cesare Cremonini, profesor de la Universidad de Padua, acusado de herejía por la Inquisición. Estas investigaciones marcaron la primera vez que el nombre de Galileo se presentó ante la inquisición.
Los geocentristas que sí verificaron y aceptaron los hallazgos de Galileo tenían un sistema alternativo al modelo de Ptolomeo, un modelo geocéntrico alternativo (o "geoheliocéntrico") propuesto algunas décadas antes por Tycho Brahe, en el que, por ejemplo, Venus giraba alrededor del Sol. Tycho sostenía que la distancia a las estrellas en el sistema copernicano tendría que ser 700 veces mayor que la distancia entre el Sol y Saturno (la estrella más cercana aparte del Sol, Próxima Centauri, está de hecho a más de 28.000 veces la distancia entre el Sol y Saturno). Además, la única forma en que las estrellas podrían estar tan distantes y aún aparecer del tamaño que tienen en el cielo sería si incluso las estrellas promedio fueran gigantescas, al menos tan grandes como la órbita de la Tierra y, por supuesto, mucho más grandes que el Sol (véanse los artículos sobre el sistema tychónico y sobre el paralaje estelar).
Galileo se vio envuelto en una disputa sobre la prioridad en el descubrimiento de las manchas solares con el jesuita Christoph Scheiner, que se acabó convirtiendo en una amarga contienda. Curiosamente, ninguno de ellos fue el primero en descubrir las manchas solares, puesto que los astrónomos chinos ya las habían observado unos siglos antes.
En este tiempo, Galileo también estaba implicado en una disputa sobre las razones por las que los objetos flotan o se hunden en el agua, alineándose con Arquímedes frente a Aristóteles. El debate era poco amigable, y Galileo tenía un estilo sarcástico, y aunque esto no era algo inusual en los debates académicos de la época, contribuyó a crearle numerosos enemigos. Durante esta controversia, uno de los amigos de Galileo, el pintor Lodovico Cardi da Cigoli, le informó de que un grupo de maliciosos adversarios, a los que Cigoli posteriormente se refirió como "la liga de Palomo", habían organizado un complot para causarle problemas acerca de sus posturas sobre el movimiento de la Tierra, o para sumarse a cualquier otra cosa que sirviese a este propósito. Según Cigoli, uno de los conspiradores pidió a un sacerdote que denunciara las opiniones de Galileo desde el púlpito, pero éste se negó. Sin embargo, tres años más tarde otro sacerdote, Tommaso Caccini, hizo precisamente eso, como se describe a continuación.

## Argumentos bíblicos
En el mundo católico con anterioridad al conflicto de Galileo con la Iglesia, la mayoría de las personas educadas se habían formado según el punto de vista geocéntrico aristotélico de que la Tierra era el centro del universo, y que todos los cuerpos celestiales giraban alrededor de la Tierra, a pesar de que la propia Iglesia católica se había valido de la teoría copernicana para la reforma del calendario en 1582.

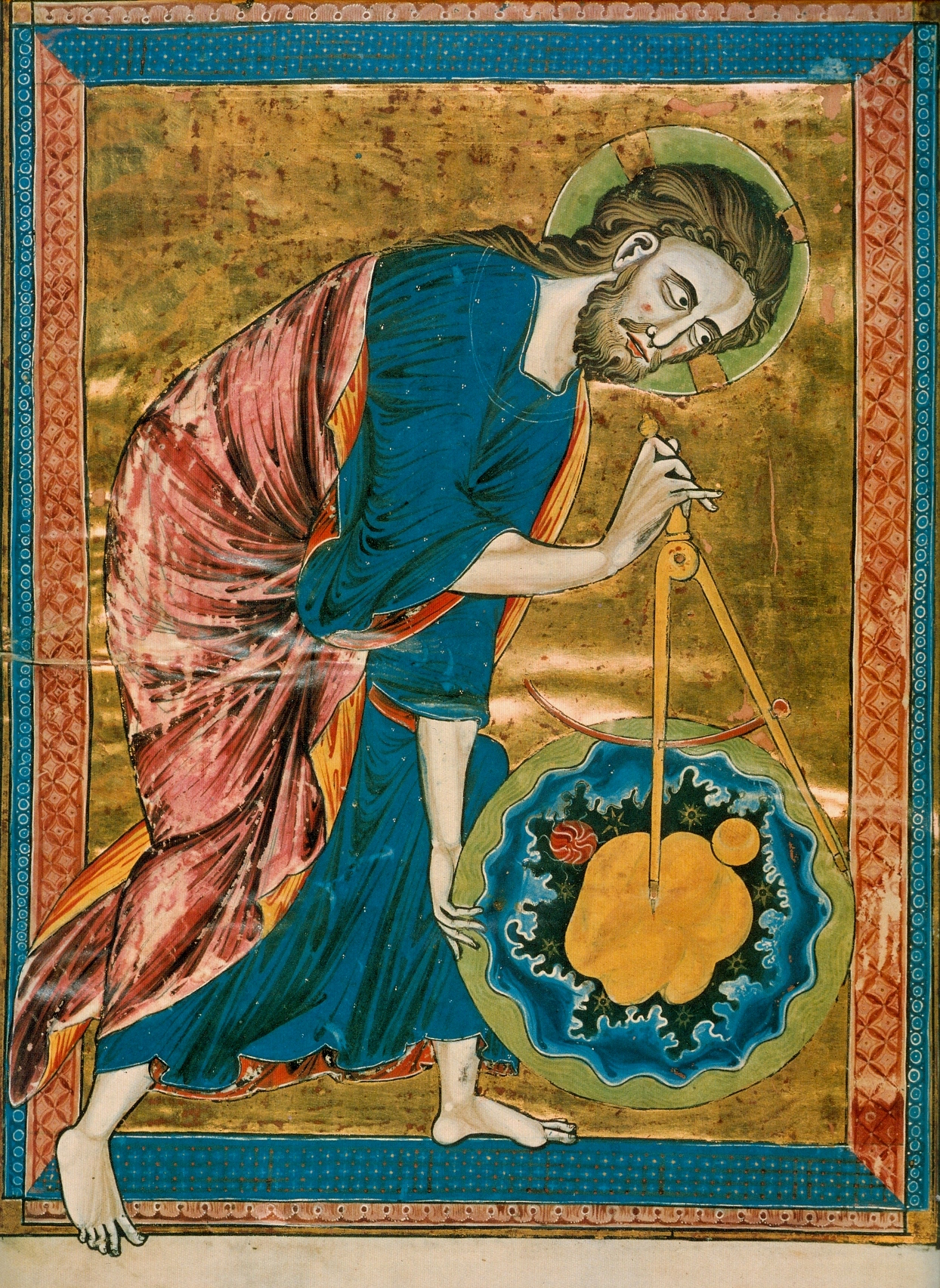
Pintura cristiana que representa a Dios creando el cosmos (Biblia Moralisee, francés,)

El "geostaticismo" (la creencia de que la Tierra permanece inmóvil) estaba de acuerdo con una interpretación literal de varios pasajes de las Santas Escrituras, como el Libro de las Crónicas 1 16:30, el Salmo 93:1, el Salmo 96:10, el Salmo 104:5 o el Eclesiastés 1:5 (también se pueden ver interpretaciones diversas de Job 26:7). El heliocentrismo, la teoría de que la Tierra era un planeta que giraba como los otros alrededor del Sol, contradecía tanto el geocentrismo como el soporte teológico de esta teoría.
Una de las primeras acusaciones veladas de herejía a las que tuvo que enfrentarse Galileo se produjo en 1613, y fue realizada por un profesor de filosofía, poeta y especialista en literatura griega, Cosimo Boscaglia. En una conversación con Cosme II de Médici y la madre de este, Cristina de Lorena, Boscaglia afirmó que los descubrimientos telescópicos eran válidos, pero que el movimiento de la Tierra era evidentemente contrario a las Santas Escrituras:
El doctor Boscaglia había hablado con la señora [Cristina de Lorena] durante un rato, y aunque este se manifestó conforme con todas las cosas que se estaban descubriendo en el cielo, afirmó que el movimiento de la Tierra era increíble y que no era posible, particularmente porque las Santas Escrituras eran evidentemente contrarias a tal movimiento.
Galileo fue defendido en el acto por su antiguo alumno Benedetto Castelli, por entonces profesor de matemáticas y abad benedictino. El incidente había sido comunicado a Galileo por Castelli, y a la vista de los acontecimientos, Galileo decidió escribir una carta a Castelli, exponiéndole sus puntos de vista acerca de la manera más apropiada de tratar las menciones a los fenómenos naturales incluidas en la Biblia. Más adelante, en 1615, trató con mayor extensión este asunto en la Carta a la Gran Duquesa Cristina.
Tommaso Caccini, un fraile dominico, parece ser el primero en formular una acusación peligrosa contra Galileo. Predicando un sermón en Florencia a finales del año de 1614, denunció públicamente a Galileo, a sus seguidores y a los matemáticos en general (una categoría que también incluía a los astrónomos). El texto bíblico para el sermón en aquel día era el Libro de Josué 10, pasaje bíblico en el que Josué hace que el Sol se detenga. Este relato era precisamente el que Castelli había explicado a la familia Médici el año anterior. Se ha dicho, aunque no es verificable, que Caccini también utilizó el pasaje de Hechos 1:11, en el que se dice: "Varones de Galilea, ¿por qué estáis mirando al cielo?".

## Primeras reuniones con autoridades teológicas

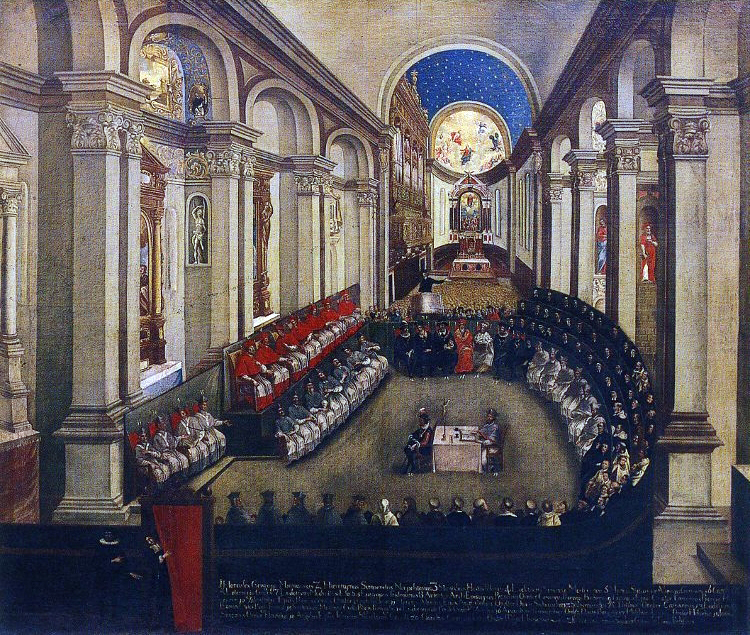
El Concilio de Trento (1545-1563) reunido en la Basílica de Santa María la Mayor. La Inquisición romana sospechó de Galileo de violar los decretos del Consejo (Museo Diocesano Tridentino, Trento)

A finales de 1614 o al principio de 1615, un amigo dominico de Caccini, Niccolò Lorini, adquirió una copia de la carta de Galileo a Castelli. El propio Lorini y otros dominicanos reunidos en el Convento de San Marcos, consideraron la carta de Galileo de ortodoxia dudosa, en parte porque podía haber violado los decretos del Concilio de Trento:

...para reprimir los espíritus desenfrenados, [el Santo Concilio] decreta que nadie, confiando en su propio juicio, en cuestiones de fe y moral pertenecientes a la edificación de la doctrina cristiana, distorsionando las Escrituras según sus propias concepciones, se atreva a interpretarlas contrariamente al sentido que la santa madre Iglesia... ha tenido o tiene...
Decreto del Concilio de Trento (1545–1563). Citado en Langford, 1992.

En consecuencia, decidieron entregar la carta de Galileo a la Inquisición, y en febrero de 1615 se envió una copia al Secretario de la Inquisición, el Cardenal Paolo Emilio Sfondrati, acompañada con una nota en la que se criticaba a los seguidores de Galileo:

Todos nuestros Padres del devoto Convento de San Marcos sienten que la carta contiene muchas afirmaciones que parecen presuntuosas o sospechosas, como cuando afirma que las palabras de la Sagrada Escritura no significan lo que dicen; que en las discusiones sobre fenómenos naturales la autoridad de la Escritura debe ocupar el último lugar... [Los seguidores de Galileo] se estaban encargando de exponer la Sagrada Escritura según sus propias luces y de una manera diferente a la interpretación común de los Padres de la Iglesia...
Carta de Lorini al Cardenal Sfrondato, Inquisidor en Roma, 1615. Citada en Langford, 1992

El 19 de marzo, Caccini llegó en las dependencias de la Inquisición en Roma para denunciar a Galileo por sus opiniones copernicanas y varios otros alegaron la existencia de comportamientos heréticos presuntamente imputables a sus seguidores.
Galileo supo pronto que Lorini había obtenido una copia de su carta a Castelli, y reclamaba que contenía muchas herejías. También se enteró de que Caccini había ido a Roma, y sospechó que intentaba causarle problemas con la copia de la carta enviada a Lorini. A medida que transcurría el año 1615, se fue preocupando cada vez más y finalmente decidió ir a Roma tan pronto como su salud se lo permitiera, lo que hizo a finales de año. Al presentar su caso allí, esperaba limpiar su nombre de cualquier sospecha de herejía y persuadir a las autoridades de la Iglesia de que no suprimieran las ideas heliocéntricas.
Al ir a Roma, Galileo actuó en contra del consejo de sus amigos y aliados, y del embajador toscano en Roma, Piero Guicciardini.

## Francesco Ingoli
Además de Belarmino, monseñor Francesco Ingoli inició un debate con Galileo, enviándole en enero de 1616 un ensayo en el que cuestionaba el sistema copernicano. Galileo declaró más tarde que creía que este ensayo había sido decisivo en la acción contra el copernicanismo que siguió en febrero. Según el filósofo Maurice Finocchiaro, probablemente la Inquisición había encargado a Ingoli que escribiera un texto con su opinión experta sobre la controversia, y el ensayo proporcionó la "base directa principal" para la prohibición. El ensayo se centraba en dieciocho argumentos físicos y matemáticos contra el heliocentrismo. Tomaba prestados principalmente los argumentos de Tycho Brahe, y mencionaba notablemente el argumento de Brahe de que el heliocentrismo requería que las estrellas fueran mucho más grandes que el Sol. Ingoli escribió que la gran distancia a las estrellas en la teoría heliocéntrica "prueba claramente... que las estrellas fijas son de tal tamaño que pueden superar o igualar el tamaño del círculo de la órbita de la Tierra misma". Ingoli incluyó cuatro argumentos teológicos en el ensayo, pero sugirió a Galileo que se centrara en los argumentos físicos y matemáticos. Hasta 1624, Galileo no escribió una respuesta a Ingoli, en la que, entre otros argumentos y pruebas, enumeraba los resultados de experimentos como dejar caer una piedra desde el mástil de un barco en movimiento.

## Arbitraje del cardenal Belarmino

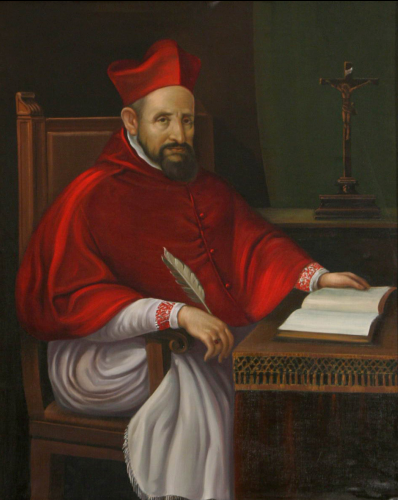
El cardenal Roberto Belarmino (1542-1621), quien evaluó los escritos de Galileo en 1615-1616 y le ordenó abstenerse de sostener, enseñar o discutir el copernicanismo

El cardenal Roberto Belarmino, uno de los teólogos católicos más respetados de su época, fue llamado para mediar en la disputa entre Galileo y sus oponentes. La cuestión del heliocentrismo se había planteado primero ante Belarmino en el caso de Paolo Antonio Foscarini, un padre carmelita que había publicado un libro, Lettera ... sopra l'opinione ... del Copernico, que intentaba reconciliar a Copérnico con los pasajes bíblicos que parecían contradictorios. Inicialmente, Belarmino opinó que el libro de Copérnico no sería prohibido, pero requeriría ediciones para presentar la teoría como un mero recurso matemático para "salvar las apariencias" (es decir, preservar la evidencia observable).
Foscarini envió una copia de su libro a Belarmino, quien respondió en una carta del 12 de abril de 1615. Galileo es mencionado explícitamente en la carta, y al poco tiempo se le envió una copia. Tras los saludos preliminares, Belarmino advirtía a Foscarini de que lo prudente era que él y Galileo limitasen el heliocentrismo a una simple hipótesis matemática, y que no lo consideraran una realidad física. Añadía que interpretarlo como real sería "algo muy peligroso, capaz no solo de irritar a filósofos y teólogos escolásticos, sino también de dañar la Santa Fe al presentar las Escrituras como falsas". Aunque el tema no era inherentemente de fe, los pasajes bíblicos al respecto sí que lo eran debido a su autor divino: el Espíritu Santo. Concedía que, de haber pruebas concluyentes, "habría que explicar con cuidado las Escrituras que parecieran contrarias a estas pruebas, y admitir que no las entendemos, antes que declarar falso lo demostrado". Sin embargo, demostrar que el heliocentrismo "salvaba las apariencias" no bastaba para afirmar su realidad física. Tenía "grandes dudas" de que esto último fuera posible, y en caso de incertidumbre, no era posible apartarse de la interpretación tradicional de las Escrituras. Su argumento final, refutaba una analogía de Foscarini entre la Tierra en movimiento y un barco cuyos pasajeros perciben la costa alejarse. Belarmino argumentó que en el barco los pasajeros saben que su percepción es errónea y la corrigen, mientras que en la Tierra el científico experimenta claramente su inmovilidad, por lo que la percepción del movimiento celeste no es un error a corregir.
Belarmino no veía problemas en el heliocentrismo como herramienta hipotética, pero prohibía defenderlo como realidad física sin pruebas concluyentes según los estándares científicos de la época. Esto colocó a Galileo en una posición difícil, pues él creía que la evidencia disponible favorecía claramente el heliocentrismo, y deseaba publicar sus argumentos.

## Inquisición y primer juicio, 1616

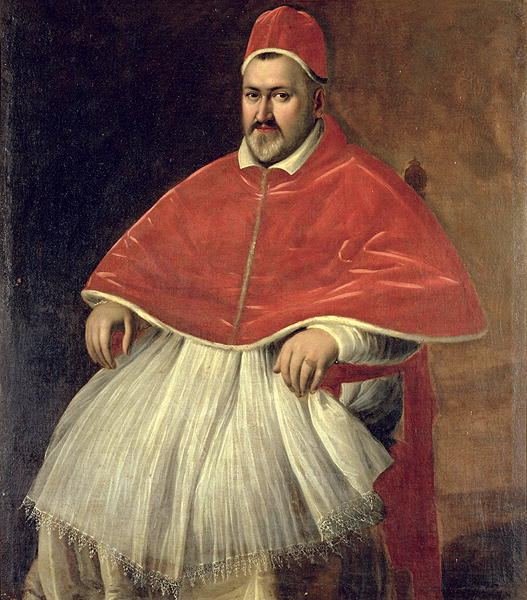
El papa Paulo V (1552–1621), quien ordenó que la sentencia de la comisión inquisitorial de 1616 fuera entregada a Galileo por el cardenal Belarmino (retrato obra de Caravaggio)

### Deliberación
El 19 de febrero de 1616, la Inquisición consultó a una comisión de teólogos, llamados "calificadores", sobre las proposiciones del heliocentrismo. Los historiadores han ofrecido distintas explicaciones sobre por qué el caso se remitió a los calificadores. Beretta señala que la Inquisición había tomado declaración a Gianozzi Attavanti en noviembre de 1615, como parte de la investigación por las denuncias contra Galileo de Lorini y Caccini. Attavanti confirmó que Galileo defendía el Sol estático y la Tierra móvil, lo que obligaba a la Inquisición a determinar el estatus teológico de estas doctrinas. Sin embargo, como sugirió el embajador toscano Piero Guiccardini en una carta al Gran Duque, la investigación pudo precipitarse debido a la agresiva campaña de Galileo para evitar la condena del copernicanismo.

### Veredicto
El 24 de febrero, los calificadores emitieron un informe unánime: la proposición de un Sol estático en el centro del universo es "filosóficamente absurda y formalmente herética, pues contradice explícitamente las Escrituras"; la proposición de una Tierra móvil "recibe el mismo juicio en filosofía, y... en teología es al menos errónea en la fe". El documento original se hizo público en 2014.
Al día siguiente, el papa Paulo V ordenó al cardenal Belarmino notificar a Galileo el veredicto y prohibirle defender el copernicanismo; si Galileo se resistía al decreto, se tomarían medidas más contundentes. El 26 de febrero, Galileo fue convocado y se le ordenó lo siguiente:

abstenerse completamente de enseñar, defender o discutir esta doctrina... abandonar por completo... la opinión de que el Sol está inmóvil en el centro del mundo y la Tierra se mueve, y no sostenerla, enseñarla o defenderla de ningún modo, oralmente o por escrito.
La prohibición de la Inquisición a Galileo, 1616.

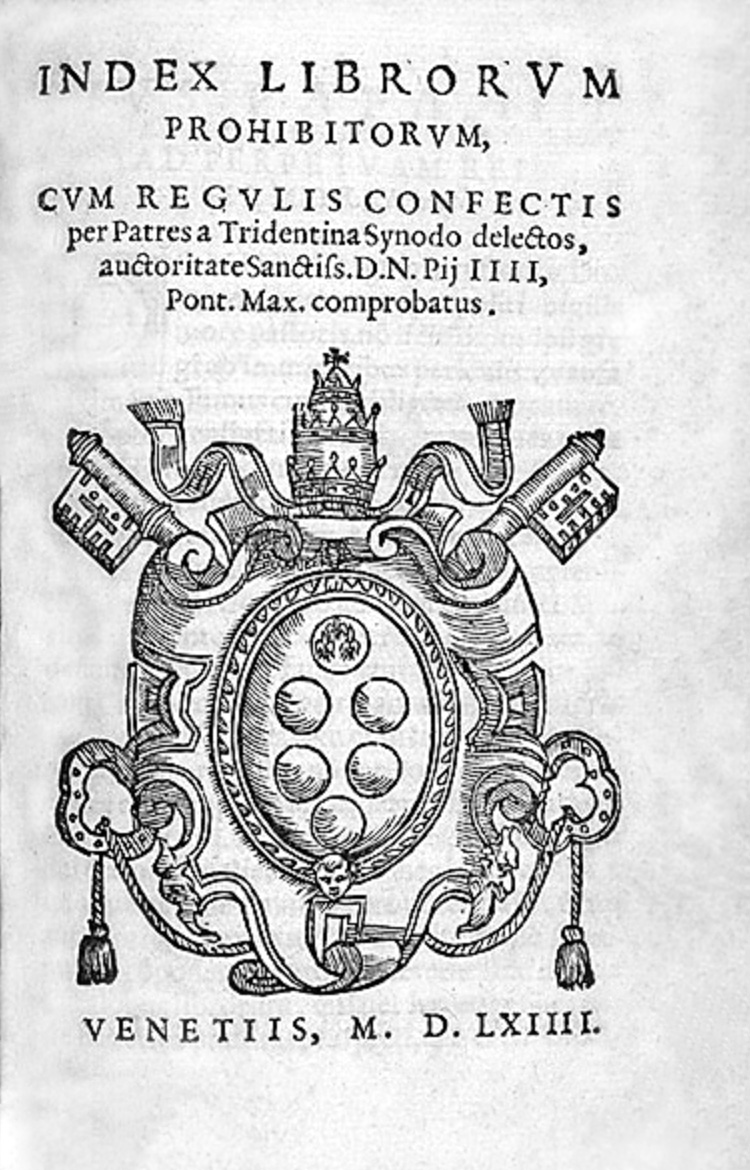
El Índice de Libros Prohibidos. Tras el veredicto de 1616, las obras de Copérnico, Galileo, Kepler y otros defensores del heliocentrismo fueron prohibidas.

Sin opciones viables, Galileo aceptó las órdenes, más duras que las recomendadas inicialmente. Se reunió con Belarmino en términos cordiales y, el 11 de marzo, con el Papa, quien le aseguró protección mientras viviera. No obstante, sus amigos Sagredo y Castelli difundieron rumores de que había sido forzado a retractarse. Para limpiar su nombre, Galileo solicitó una carta de Belarmino aclarando los hechos. Esta carta sería crucial en 1633, junto al debate sobre si la prohibición incluía "no sostener ni defender" (permiso para tratarlo hipotéticamente) o prohibía toda enseñanza. Si la Inquisición hubiera prohibido totalmente el heliocentrismo, habría ignorado la postura de Belarmino.
Finalmente, Galileo no logró evitar la intervención eclesiástica, y el heliocentrismo fue declarado falso. Los calificadores lo consideraron herético por contradecir las Escrituras, aunque esta posición no era vinculante para la Iglesia.

### Prohibición de libros copernicanos
Tras la prohibición, el Maestro del Sacro Palacio Apostólico ordenó censurar la Carta de Foscarini y suspender el De revolutionibus hasta su corrección. El 5 de marzo, la Congregación del Índice prohibió todos los libros que defendieran el sistema copernicano, "falsa doctrina pitagórica contraria a las Escrituras".
Francesco Ingoli, consultor del Santo Oficio, recomendó enmendar De revolutionibus por su utilidad para confeccionar el calendario. En 1618, la Congregación aceptó el texto, publicando en 1620 una versión corregida. La versión original de De Revolutionibus permaneció en el Índice de libros prohibidos hasta 1758.
Las obras de Galileo que defendían el copernicanismo fueron prohibidas, y su sentencia le impidió "enseñar, defender o discutir" dicha teoría. En Alemania, también se prohibieron las obras de Kepler.

## Diálogo sobre los dos máximos sistemas del mundo

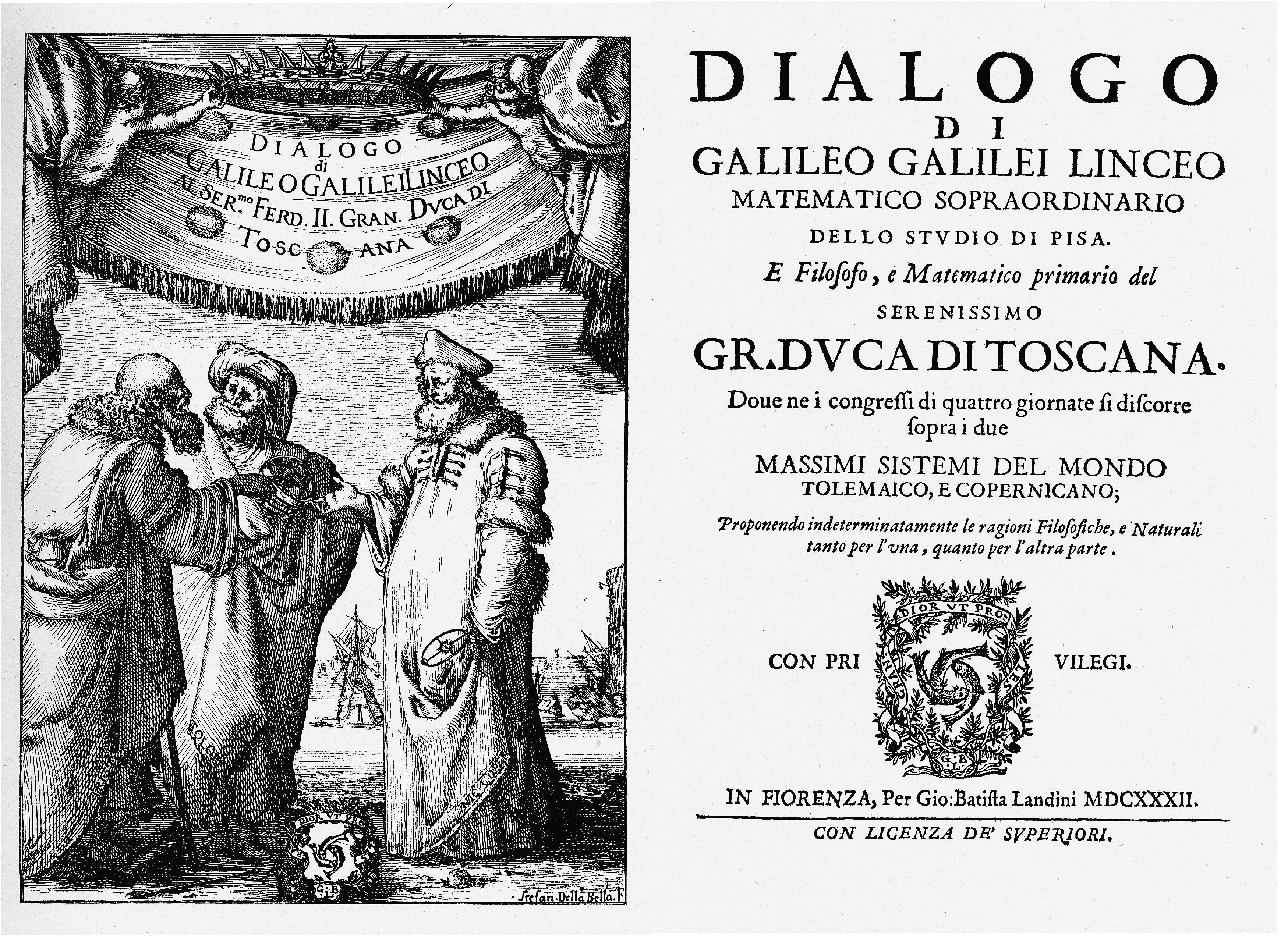
Frontispicio y página de título del diálogo de Galileo, en qué Galileo defendió el heliocentrismo

Artículo principal: Diálogos sobre los dos máximos sistemas del mundo
En 1623, el papa Gregorio XV murió y fue reemplazado por el papa Urbano VIII, quién se mostró más favorable a Galileo, particularmente después de que este último viajase a Roma para felicitar al nuevo Pontífice.
El Diálogo sobre los dos máximos sistemas del mundo de Galileo, publicado en 1632, tuvo una gran popularidad. El texto incluía una serie de conversaciones entre un científico Copernicano, Salviati, un erudito imparcial e ingenioso llamado Sagredo, y un empecinado aristotélico llamado Simplicio, quien empleaba argumentos convencionales en apoyo del geocentrismo, y fue representado en el libro como un tonto intelectualmente inepto. Los argumentos de Simplicio son sistemáticamente refutados y ridiculizados por los otros dos personajes mediante lo que Youngson llama "pruebas irrebatibles" de la teoría copernicana (al menos frente a la teoría de Ptolomeo – como señala Finocchiaro, "los sistemas copernicano y ticónico eran observacionalmente equivalentes, y la evidencia disponible podía explicarse igualmente bien por cualquiera de ellos") lo cual reduce a Simplicio a una rabia desconcertada, y deja clara la postura del autor. De hecho, aunque Galileo afirma en el prefacio de su libro que el personaje recibe su nombre de un famoso maestro aristotélico (Simplicius en latín, Simplicio en italiano), el nombre de "Simplicio" en italiano también tenía la connotación de "tonto" o "simple". Los estudiosos Langford y Stillman Drake afirmaron que Simplicio estaba inspirado en los filósofos Lodovico delle Colombe y Cesare Cremonini. Dado que el papa Urbano exigió que se incluyeran sus propios argumentos en el libro, esto dio lugar a que Galileo los pusiera en boca de Simplicio. Unos meses después de la publicación del libro, Urbano VIII prohibió su venta e hizo que el texto fuera sometido a examen por una comisión especial.

## Juicio y segunda sentencia, 1633

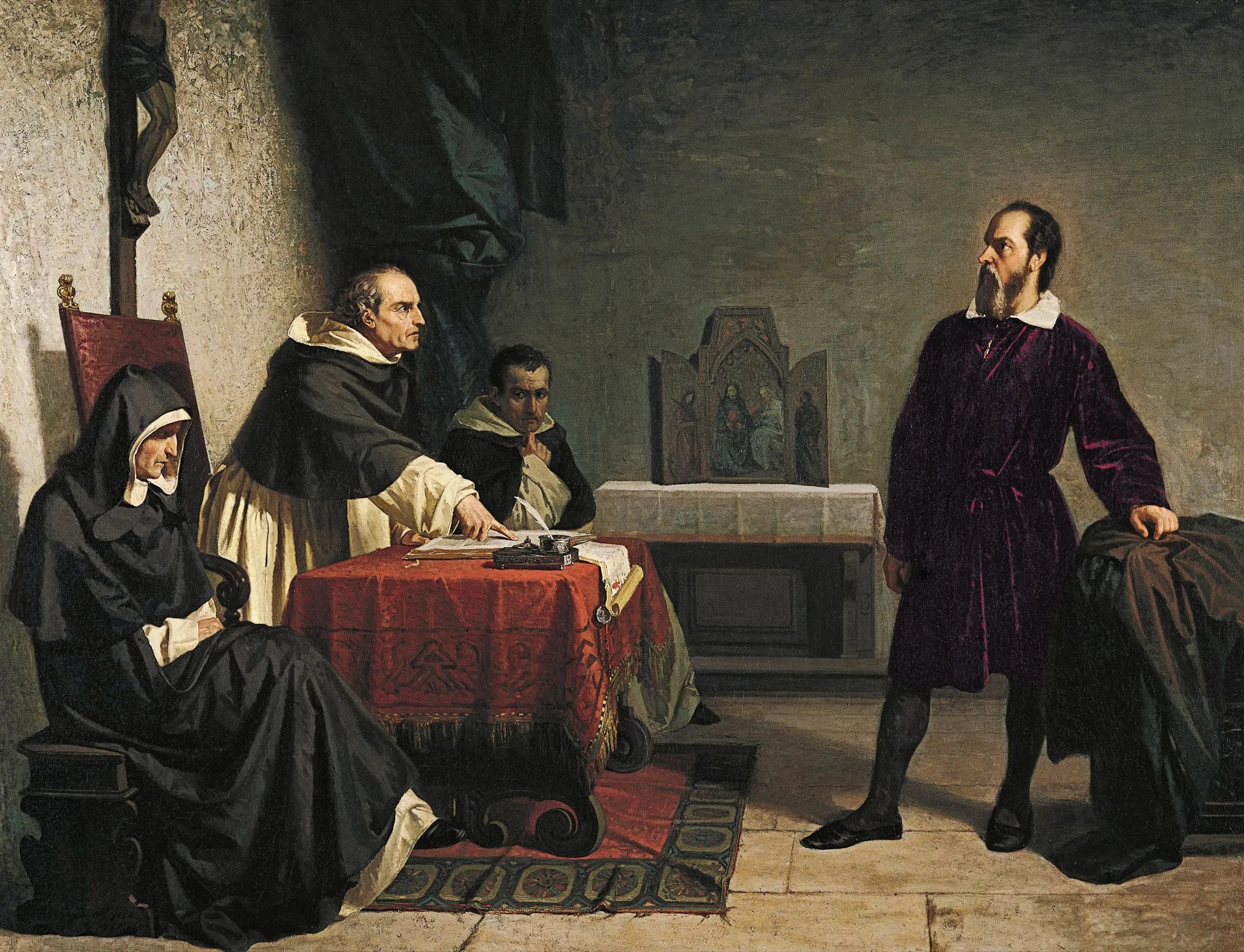
Galileo enfrentando a la Inquisición Romana de Cristiano Banti (1857)

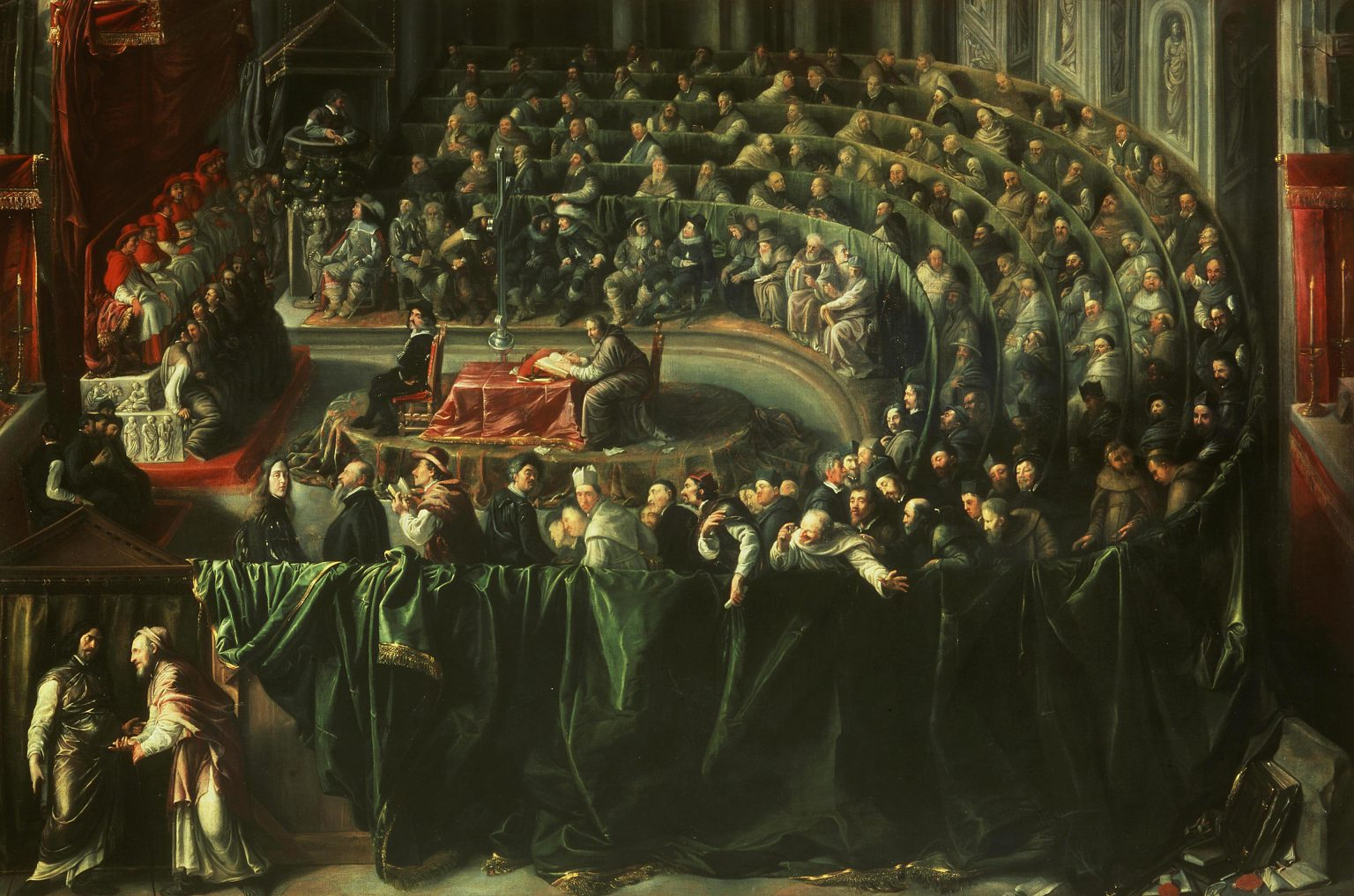
El juicio de Galileo Galilei ante la Inquisición, 1633 (Escuela Italiana,)

Con la pérdida de muchos de sus defensores en Roma debido al Diálogo sobre los dos máximos sistemas del mundo, Galileo fue procesado en 1633 para ser juzgado bajo sospecha de herejía "por sostener como verdadera la falsa doctrina enseñada por algunos de que el Sol es el centro del universo", contradiciendo la condena de 1616, según la que "se decidió en la Sagrada Congregación [...] el 25 de febrero de 1616 que [...] el Santo Oficio le ordenaría abandonar esta doctrina, no enseñarla a otros, no defenderla y no tratarla; y que si no acataba esta orden, sería encarcelado".
Galileo fue interrogado bajo amenaza de tortura física. Un consejo de teólogos, compuesto por Melchior Inchofer, Agostino Oreggi y Zaccaria Pasqualigo, informaron sobre el Diálogo. Sus opiniones estaban firmemente argumentadas a favor de la opinión de que el Diálogo enseñaba la teoría copernicana.
Galileo fue declarado culpable, y la sentencia de la Inquisición, emitida el 22 de junio de 1633, consistió en tres partes esenciales:
- Galileo fue encontrado "vehementemente sospechoso de herejía", es decir, de haber sostenido las opiniones de que el Sol está inmóvil en el centro del universo, que la Tierra no está en su centro y se mueve, y que uno puede sostener y defender una opinión como probable después de que ha sido declarada contraria a las Sagradas Escrituras. Se le exigió "abjurar, maldecir y detestar" esas opiniones.[52]
- Fue sentenciado a prisión formal a discreción de la Inquisición.[53] Al día siguiente, esto se conmutó a arresto domiciliario, en el que permaneció el resto de su vida.
- Su Diálogo fue prohibido, y se vetó la publicación de cualquier obra suya, incluidas las futuras.[54]

Según la leyenda, tras su abjuración, Galileo murmuró "y sin embargo se mueve" (Eppur si muove), pero no hay evidencia histórica de esto. La primera mención de esta frase aparece un siglo después de su muerte. Sin embargo, la frase sí figura en un cuadro de los años 1640 atribuido a Bartolomé Esteban Murillo, donde Galileo aparece señalando las palabras escritas en el muro de su celda.

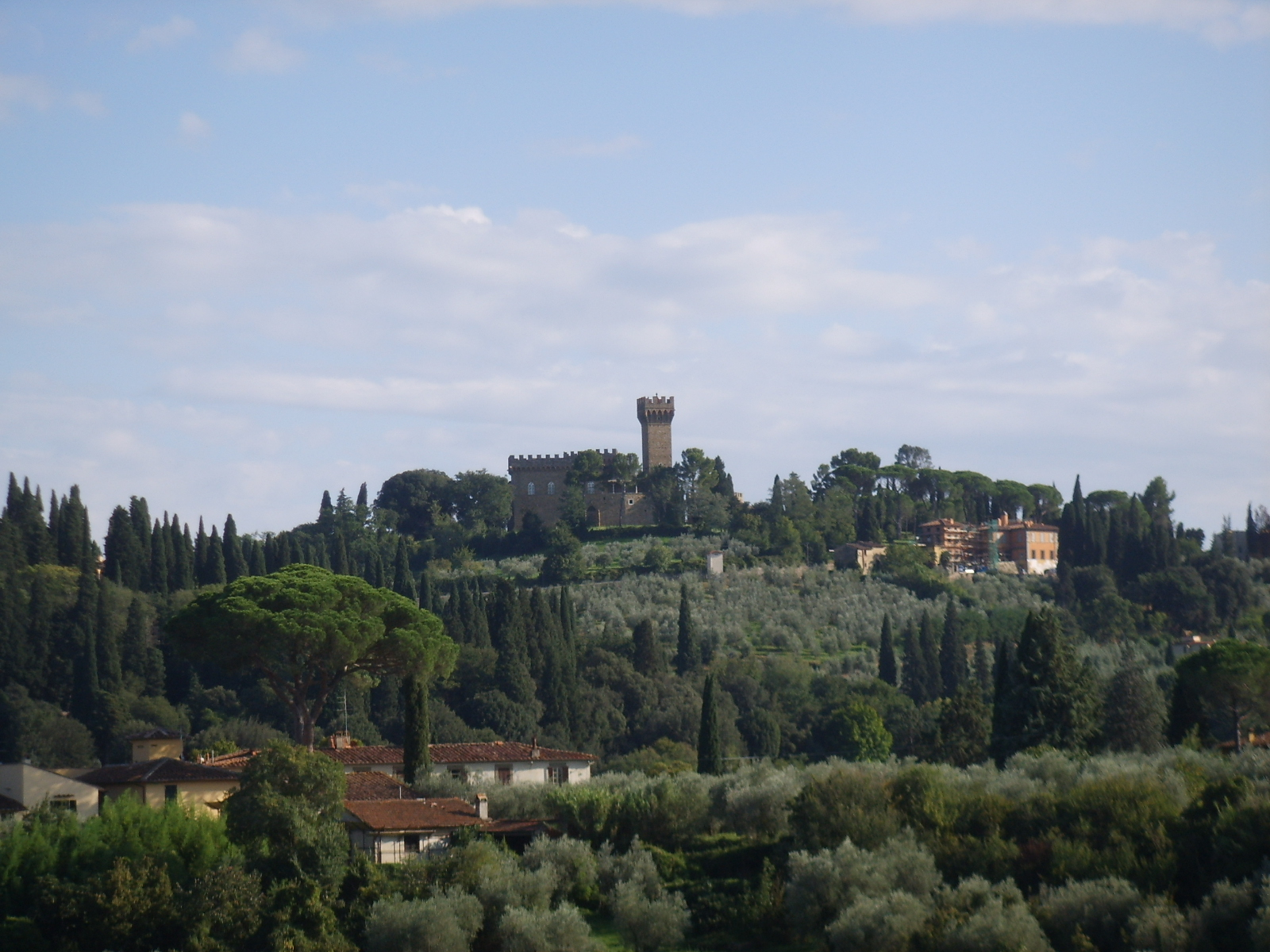
Vista de Arcetri, localidad cercana a Florencia, donde Galileo vivió bajo arresto domiciliario desde 1634

Tras un periodo en Siena bajo la custodia del arzobispo Ascanio Piccolomini, se le permitió regresar a su villa en Arcetri, donde permaneció confinado hasta su muerte. A pesar de todo, continuó trabajando en mecánica y publicó en 1638 un libro científico en los Países Bajos. Su reputación siguió siendo cuestionada: en marzo de 1641, Vincentio Reinieri, un seguidor y discípulo de Galileo, le escribió que en Arcetri un inquisidor había obligado a cambiar en un libro las palabras "el ilustrísimo Galileo" por "Galileo, hombre de nombre notorio".
En homenaje a Galileo, en Arcetri se fundó la primera academia dedicada a la ciencia experimental, la Accademia del Cimento, en la que Francesco Redi realizó experimentos controlados y se sentaron las bases que contribuirían al desarrollo de la ciencia durante el Siglo de las Luces.

## Visiones modernas

### Historiadores y académicos
El papa Urbano VIII había sido un mecenas de Galileo y le había permitido publicar sobre la teoría copernicana siempre que la tratara como una hipótesis. Sin embargo, tras la publicación en 1632 del Diálogo sobre los dos máximos sistemas del mundo, el mecenazgo se rompió debido a que Galileo puso los argumentos de Urbano sobre la omnipotencia de Dios, que se le había exigido a Galileo que incluyera, pero lo hizo en boca de un personaje de pocas luces llamado "Simplicio". Esto ofendió gravemente al Papa. Existen indicios de que enemigos de Galileo convencieron a Urbano VIII de que Simplicio era una caricatura del propio Papa. Historiadores modernos han descartado que esta fuera la intención de Galileo, considerándolo muy improbable.
Dava Sobel argumenta que, durante este período, Urbano había caído bajo la influencia de intrigas palaciegas y problemas de estado. Su amistad con Galileo pasó a segundo plano frente a sus sentimientos de persecución y temor por su propia vida. El caso de Galileo fue presentado al Papa por cortesanos y enemigos de Galileo, tras acusaciones del cardenal español Gaspar Borja de que Urbano era un mal defensor de la Iglesia. Esto no auguraba nada bueno para la defensa de que Galileo pretendía hacer de su libro.
En su libro de 1998, Errores científicos, Robert Youngson indica que Galileo luchó durante dos años contra la censura eclesiástica para publicar un libro que promovía el heliocentrismo. Afirma que el libro solo se aprobó debido a la posible negligencia o descuido del censor, quien finalmente fue destituido. Por otro lado, Jerome K. Langford y Raymond J. Seeger sostienen que el Papa Urbano y la Inquisición dieron permiso formal para publicar el libro Diálogo sobre los dos principales sistemas del mundo, ptolemaico y copernicano. Afirman que Urbano personalmente pidió a Galileo que introdujera argumentos a favor y en contra del heliocentrismo, incluyendo los del propio Papa, sin abogar por este modelo.
Algunos historiadores enfatizan que el enfrentamiento de Galileo no fue solo con la Iglesia, sino también con la filosofía aristotélica, ya fuera secular o religiosa.

### Visiones sobre los argumentos científicos de Galileo
Aunque Galileo nunca afirmó que sus argumentos demostraran directamente la verdad del heliocentrismo, sí que representaron una evidencia significativa a su favor. Según Finocchiaro, defensores de la posición de la Iglesia católica han intentado argumentar, sin éxito, que Galileo tenía razón en los hechos pero que sus argumentos científicos eran débiles o carecían de respaldo en su época. Finocchiaro rechaza esta visión, señalando que algunos de los argumentos epistemológicos clave de Galileo son aceptados como hechos hoy.
La evidencia directa confirmó finalmente el movimiento de la Tierra con el surgimiento de la mecánica newtoniana en el siglo XVII, la observación de la aberración estelar de la luz por James Bradley en el siglo XVIII, el análisis de los movimientos orbitales de las estrellas binarias por William Herschel en el siglo XIX, y la medición precisa del paralaje estelar en el mismo siglo. Según Christopher Graney, académico asociado del Observatorio Vaticano, una de las observaciones de Galileo no respaldaba el modelo heliocéntrico copernicano, sino que coincidía más con el modelo híbrido de Tycho Brahe, donde la Tierra permanecía inmóvil y todo lo demás giraba alrededor de ella y del Sol.

### La teoría de Redondi
Según una controvertida teoría alternativa propuesta por Pietro Redondi en 1983, la principal razón de la condena de Galileo en 1633 fue su ataque a la doctrina aristotélica de la materia, más que su defensa del copernicanismo. Una denuncia anónima, etiquetada como "G3", descubierta por Redondi en los archivos vaticanos, argumentaba que el atomismo defendido por Galileo en su obra previa de 1623, El ensayador, era incompatible con la doctrina de la transubstanciación de la Eucaristía. En aquel momento, la investigación de esta queja aparentemente se encargó al padre Giovanni di Guevara, favorable a Galileo, quien exoneró a El ensayador de cualquier sospecha de heterodoxia. Un ataque similar contra El ensayador por motivos doctrinales fue escrito por el jesuita Orazio Grassi en 1626 bajo el seudónimo de "Sarsi". Según Redondi:
- Los jesuitas, que ya vinculaban El ensayador con ideas atomistas supuestamente heréticas, vieron en las ideas sobre la materia expresadas por Galileo en el Diálogo una prueba adicional de que su atomismo era heréticamente incompatible con la doctrina eucarística, y protestaron por ello.[73]
- Urbano VIII, bajo acusaciones de cardenales españoles por ser demasiado tolerante con los herejes, y quien también había animado a Galileo a publicar el Diálogo, se habría visto comprometido si sus enemigos en el Santo Oficio hubieran tenido la oportunidad de explotar su apoyo a una obra con herejías eucarísticas.
- Urbano, tras prohibir la venta del libro, estableció una comisión para examinar el Diálogo,[45] aparentemente para evitar llevar el caso a la Inquisición, como favor al mecenas de Galileo, el Gran Duque de Toscana. Sin embargo, el verdadero propósito de Urbano era evitar que las acusaciones de herejía eucarística llegaran a la Inquisición, integrando la comisión con miembros afines que omitieran estas críticas en su informe. La comisión dictaminó en contra de Galileo.[45]

La hipótesis de Redondi sobre los motivos ocultos del juicio de 1633 ha sido criticada y principalmente rechazada por otros estudiosos de Galileo. No obstante, ha recibido apoyo reciente, en 2007, del novelista y divulgador científico Michael White.

### Postura de la Iglesia Católica moderna
En 1758, la Iglesia Católica eliminó del Índice de Libros Prohibidos la prohibición general de libros que defendían el heliocentrismo. Sin embargo, no revocó explícitamente las decisiones emitidas por la Inquisición en su juicio de 1633 contra Galileo, ni levantó la prohibición de versiones sin censura del De Revolutionibus de Copérnico o del Diálogo de Galileo. El conflicto resurgió en 1820 cuando el Maestro del Sagrado Palacio (principal censor eclesiástico), Filippo Anfossi, rechazó autorizar un libro del canónigo Giuseppe Settele por tratar el heliocentrismo como hecho físico. Settele apeló al papa Pío VII. Tras revisión por la Congregación del Índice y el Santo Oficio, se revocó la decisión de Anfossi. Las obras de Copérnico y Galileo se omitieron en la siguiente edición del Índice en 1835.
En 1979, el papa Juan Pablo II expresó su esperanza de que "teólogos, académicos e historiadores, animados por un espíritu de colaboración sincera, estudien el caso de Galileo con profundidad y reconociendo lealmente los errores, vengan de donde vengan". No obstante, la Comisión de Estudios Interdisciplinarios Pontificia establecida en 1981 no alcanzó resultados concluyentes. Por ello, el discurso papal de 1992 que cerró el proyecto fue ambiguo y no cumplió sus intenciones iniciales.
El 15 de febrero de 1990, en un discurso en la Universidad de La Sapienza de Roma, el cardenal Ratzinger (futuro papa Benedicto XVI) citó opiniones contemporáneas sobre el caso como ejemplo de "un caso sintomático que ilustra hasta qué punto las dudas de la modernidad sobre sí misma han crecido hoy en la ciencia y la tecnología". Mencionó a filósofos como Ernst Bloch, Carl Friedrich von Weizsäcker y Paul Feyerabend, citando a este último:

La Iglesia en tiempos de Galileo se mantuvo más cerca de la razón que el propio Galileo, y consideró también las consecuencias éticas y sociales de su enseñanza. Su veredicto contra Galileo fue racional y justo, y su revisión solo puede justificarse por conveniencia política.

Ratzinger no explicitó su acuerdo o desacuerdo, pero añadió: "Sería insensato construir una apologética impulsiva basada en estas opiniones".
En 1992, se informó que la Iglesia Católica había comenzado a vindicar a Galileo:

Gracias a su intuición como físico brillante y basándose en diversos argumentos, Galileo, quien prácticamente inventó el método experimental, entendió por qué solo el Sol podía ser el centro del mundo conocido, es decir, del sistema planetario. El error de los teólogos de la época, al defender la centralidad de la Tierra, fue pensar que nuestra comprensión de la estructura física del mundo estaba impuesta por el sentido literal de la Sagrada Escritura...
Papa Juan Pablo IIL'Osservatore Romano N. 44 (1264) – 4 de noviembre de 1992

En enero de 2008, estudiantes y profesores protestaron contra la visita planeada del papa Benedicto XVI a la Universidad de La Sapienza, argumentando en una carta que sus opiniones sobre Galileo "nos ofenden y humillan como científicos leales a la razón y como docentes dedicados al avance del conocimiento". El Papa canceló su visita. El texto completo del discurso se publicó días después.
El rector de La Sapienza, Renato Guarini, y el ex primer ministro Romano Prodi, apoyaron el derecho del Papa a hablar.
Profesores como Giorgio Israel y Bruno Dalla Piccola también expresaron su desacuerdo con las protestas.

## El caso Galileo en el arte

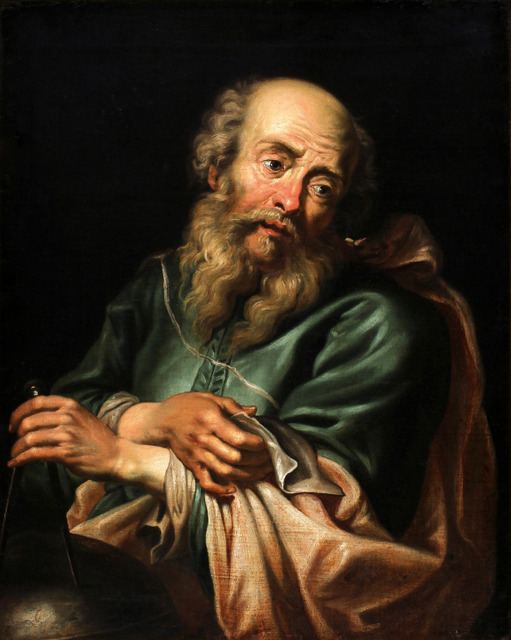
Galileo Galilei por Pedro Pablo Rubens, c. 1630

Además de la literatura de ficción y las muchas películas documentales sobre Galileo y el Caso Galileo,  también ha habido varios tratamientos en películas y obras teatrales históricas. El Museo Galileo ha hecho un listado de varias de estas obras dramáticas. Un listado centrado en las películas fue presentado en 2010 un artículo por Cristina Olivotto y Antonella Testa.
- Galilée es una obra teatral francés escrita por François Ponsard, que data de 1867.[92]
- Galileo Galilei es una película muda italiana dirigida por Luigi Maggi y que se estrenó en 1909.[91][93]
- La vida de Galileo es un drama del escritor alemán Bertolt Brecht que existe en distintas versiones, incluyendo una de 1947 en inglés escrita con Charles Laughton.[94] La obra recibió el calificativo de "obra maestra de Brecht" por parte de Michael Billington, comentarista del diario británico The Guardian.[95] Joseph Losey, quién dirigió las primeras producciones de la versión en lengua inglesa en 1947, filmó una película estrenada en 1975 y basada en la obra teatral.
- La lámpara en Medianoche es otra obra de teatro, escrita por Barrie Stavis, estrenada en 1947. Una adaptación del drama fue televisada en 1964, dirigida por George Schaefer. Una grabación de esta obra se estrenó como cinta de video VHS en 1980.
- Galileo es una película italo-búlgara de 1968, escrita y dirigida por Liliana Cavani.
- Galileo Galilei es una ópera con música por Philip Glass y con libreto de Mary Zimmerman. Se interpretó por primera vez en 2002.